# Sport en Vallée d'Aoste
Ici sont reportées les plus importantes structures et sociétés sportives valdôtaines, avec une liste des protagonistes sportifs de cette région alpine.

## Structures principales

### Football
- Stade « Mario Puchoz », à Aoste ;
- Stade municipal « Perucca », à Saint-Vincent ;
- Centre sportif « Montfleury », à Aoste ;
- Palaindoor, en localité Tzambarlet, à Aoste

### Patinoires

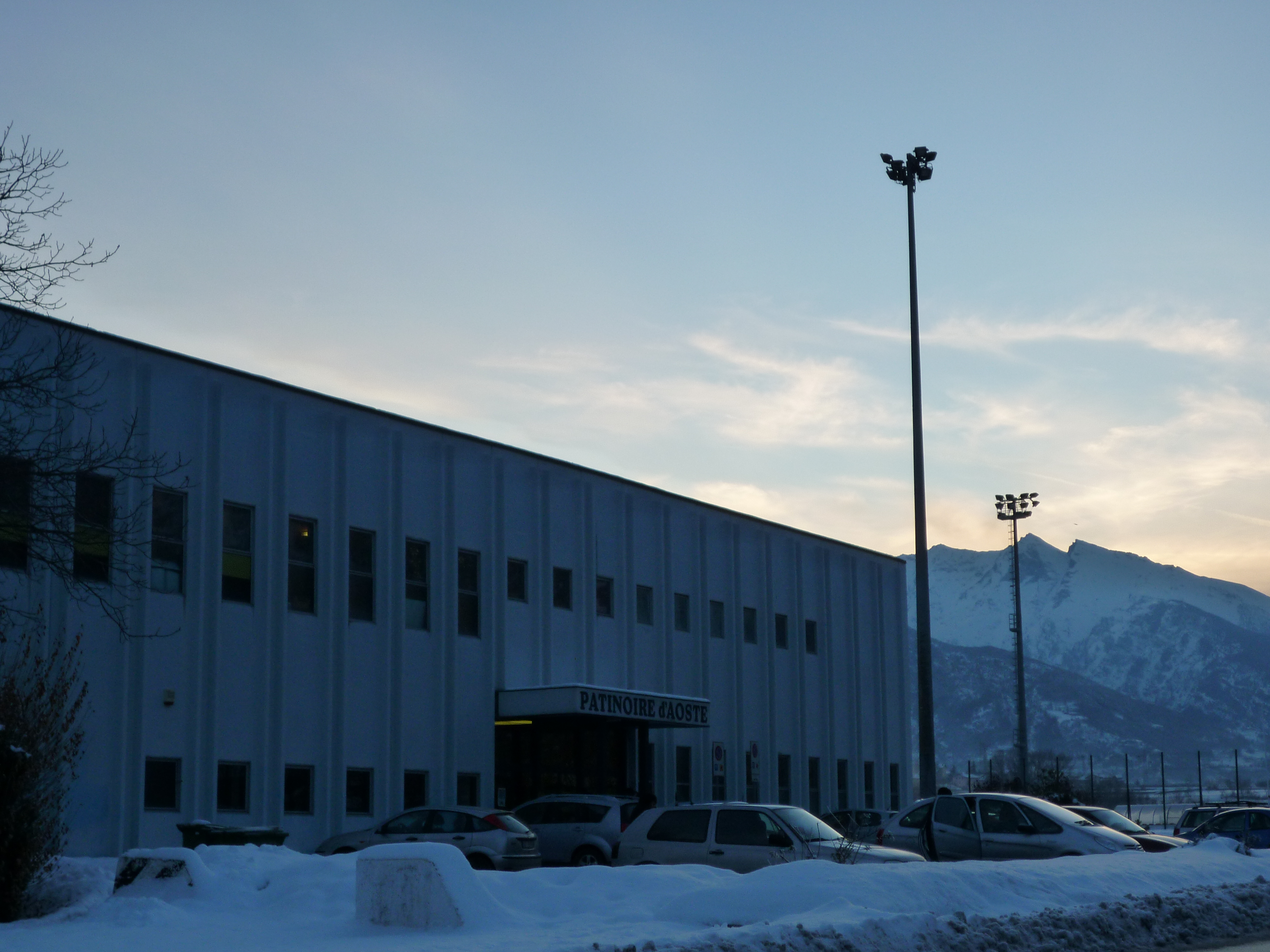
La patinoire d'Aoste au Tzambarlet

- Patinoire de Courmayeur ;
- Patinoire d'Aoste

### Terrains de rugby
- Centre sportif communal, en localité Tzambarlet, à Aoste

### Piscines
- Gressoney Sport Haus, en localité Tschoarde, à Gressoney-Saint-Jean ;
- piscines publiques communales à : Aoste (couverte et en plein air), Pré-Saint-Didier et Verrès ;
- piscine de l'Unité des communes valdôtaines du Grand-Combin, dans la localité Chez-Roncoz, à Gignod, localement connue comme la piscine de Variney ;
- piscines du Club des sports, à Valtournenche (centre sportif) et à Pont-Saint-Martin (en plein air).

### Pistes cyclables
Un parcours cyclo-piétonnier, dénommée Vélodoire, s'étend à partir du centre sportif d'Arensod (Sarre) jusqu'à Saint-Marcel, en passant par le terrain de golf des Îles à Brissogne, côtoyant la Doire baltée. Le départ du deuxième parcours se situe au cimetière de Fénis et décrit un anneau à l'intérieur du territoire communal, toujours près de la Doire. Ce parcours cyclo-piétonnier est géré par l'unité des communes valdôtaines du Mont-Émilius.

## Clubs principaux

### Aïkido
- Yomi Shin Tai

### Baseball
- Aoste Bugs, à Aoste.

### Basket-ball
- Basket-ball Pont-Donnas, à Donnas ;
- Atomic Flies Basket-ball, a Châtillon ;
- Cral Cogne Basket-ball, à Aoste ;
- Rouge et Noir, à Aoste ;
- Les Lions d'Aoste, à Aoste ;
- Mont-Émilius UISP, à Aoste ;
- Sarre-Chésallet Basket-ball, à Aoste.

### Rafting
- Rafting-Aventure, à Villeneuve.

### Équitation
Manèges à Tzambarlet (Aoste), Quart et à Morgex.

### Football
Les origines du football en Vallée d'Aoste remontent à 1911, lorsque l'équipe Augusta Praetoria Sports fut fondée à Aoste. Elle est devenue Association sportive Aoste en 1931, et ensuite Union sportive Aoste 1911. Elle a fait faillite en 1998.
Entretemps, l'Union sportive Vallée d’Aoste Châtillon Saint-Vincent Fénusma (Fénis - Nus - Saint-Marcel), fondée en 1997, participe à la série D ; en 2000, elle devient le Vallée d’Aoste football. En 2010, elle descend en D5 et fait faillite.
L'équipe la plus importante en 2024 est l'École de football Saint-Christophe, précédemment dénommée Saint-Christophe Vallée d'Aoste.
Liste des équipes actuellement en activité sont :
- Association sportive Grand-Combin 2002 ;
- École de football Saint-Christophe ;
- Aygreville ;
- Pont-Donnaz-Hône-Arnad.

### Foot à 5
- Aoste - Foot à 5 ;
- Valtournenche - Foot à 5.

### Handball
- Handball Vallée d'Aoste

### Hockey sur glace
- Hockey Club Les Aigles du Mont-Blanc, à Courmayeur ;
- Hockey Club Lions Courmaosta, à Courmayeur.

### Patinage artistique
- H.I.L Artistique Vallée d'Aoste, à Aoste.

### Rugby à XV
- Stade valdôtain Rugby, à Tzambarlet (Aoste)

### Volley-ball
- Volley Olimpia Aoste
- CCS Cogne Aoste

### Water-polo
- Vallée d'Aoste Libertas
- Aosta Nuoto
- Aqua Team Aoste
- Centre natation Saint-Vincent
- Centre natation Vallée d'Aoste
- Rari Nantes Vallée d'Aoste

## Sports traditionnels

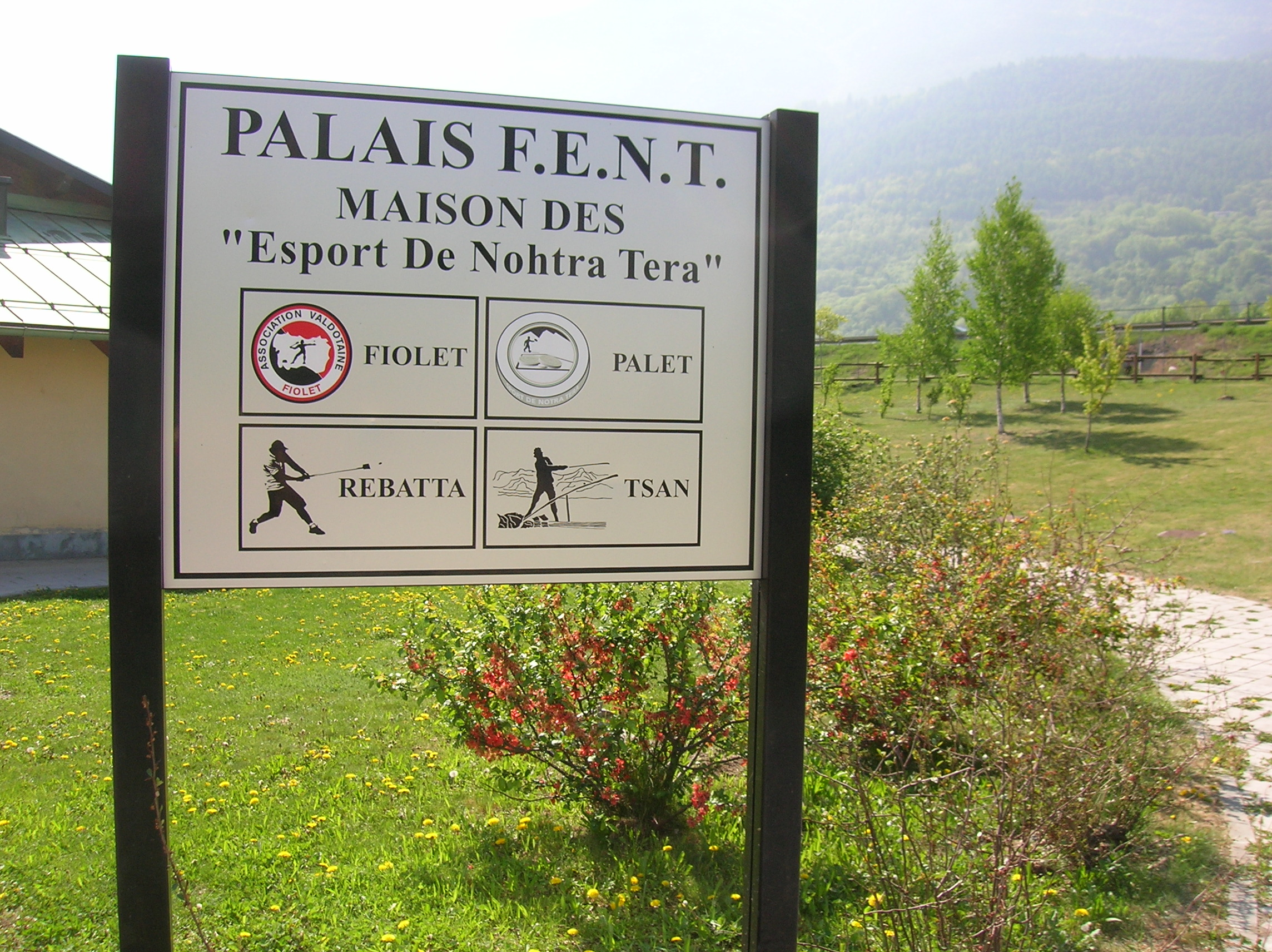
Panneau près du Palais F.E.N.T. (Fédérachon Esports de Nohtra Téra) avec les quatre sports traditionnels de la Vallée d'Aoste, au terrain des Îles de Brissogne.

Le patrimoine culturel valdôtain est enrichi par la pratique de sports traditionnels qui ont été transmis jusqu'à nos jours. Les études menées sur ce sujet par l'ethnologue Arnold van Gennep ont été repris par le valdôtain Pierre Daudry. Ces jeux sont notamment : 
- le tsan ;
- le fiolet ;
- la rebatta :
- le palet.

### Diffusion
Les cartes suivantes montrent la diffusion des quatre sports traditionnels sur le territoire valdôtain :

Diffusion de la rebatta.
Diffusion du tsan.
Diffusion du palet.
Diffusion du fiolet.

### Tsan
Les clubs de tsan du Val d'Aoste sont actifs dans les communes de : 
Antey-Saint-André, Ayas, Brisma (Brissogne et Saint-Marcel), Brusson, Challand-Saint-Anselme, Challand-Saint-Victor, Chambave, Châtillon,  Émarèse, Fénis, Montjovet, Nus, Pollein, Pontey, Quart, Roisan, Saint-Christophe, Saint-Denis, Saint-Vincent, Torgnon, Valtournenche et Verrayes.

### Fiolet
Les clubs de fiolet de la Vallée d'Aoste sont actifs dans les communes de : Allein, Aoste, Avise, Charvensod, Étroubles, Gignod, La Salle, La Thuile, Morgex, Oyace, Saint-Christophe, Saint-Rhémy-en-Bosses, Saint-Oyen, Sarre et Valpelline.

### Rebatta
Les clubs de rebatta du Val d'Aoste sont actifs dans les communes de : Aoste, Aymavilles, Bionaz, Charvensod, Cogne, Doues, Gignod, Gressan, Introd, Ollomont, Pollein, Saint-Christophe, Sarre et Valpelline.

### Palet
Les clubs de palet du Val d'Aoste sont actifs dans les communes de : Antey-Saint-André, Arnad, Arvier, Aymavilles, Brissogne, Chambave, Champdepraz, Châtillon, Cogne, Courmayeur, Donnas, Doues, Gressan, Introd, Issogne, La Magdeleine, La Salle, La Thuile, Montjovet, Morgex, Nus, Pontey, Pré-Saint-Didier, Quart, Rhêmes-Saint-Georges, Saint-Christophe, Saint-Denis, Saint-Pierre, Saint-Vincent, Torgnon, Valsavarenche, Valtournenche, Verrayes, Verrès et Villeneuve.

### Roulette
Le jeu de la « roulette » est diffusé, entre autres, à Lillianes et à Chambave, où il est appelé en patois Rouotta et Rouletta respectivement. Très semblable au jeu de boules, chaque joueur doit chercher à jeter sa boule le plus près possible du bouchon, en imitant les gestes du joueur précédent.

### Jeux disparus
Dans ses études, Pierre Daudry cite un jeu dénommé Cailla, joué autrefois par les bergers du haut val d'Ayas (des hameaux Lignod et Antagnod notamment). Un autre jeu aujourd'hui disparu est celui dit de la trouya, diffusé également en Valais, en Savoie, Bretagne et Angleterre.

### Autres sports traditionnels
En Vallée d'Aoste est diffusé également la pétanque.
À partir des années 1970, en Vallée d'Aoste sont répandues des compétitions estivales de charrettes, dénommés localement en patois valdôtain tsaretouns.

## Alpinisme

### Personnalités et institutions
- Personnalités : Jean-Antoine Carrel, Jean-Joseph Maquignaz, Jules Guédoz, Émile Rey, Abel Blanc, Adolphe Rey, Laurent Croux, Joseph Petigax, René Chabod, Hervé Barmasse, Alexis Brocherel, Amilcar Crétier et César Ollier.

Onze sociétés de guides de haute montagne sont présentes en Vallée d'Aoste :
- Saint-Christophe : Guides alpins d'Aoste
- Arnad : Compagnie des guides d'Arnad
- Le Breuil : Société des guides du Cervin
- Cogne : Compagnie des guides de Cogne
- Champoluc : Société des guides de Champoluc - Ayas
- Courmayeur : Société des guides de Courmayeur
- Valsavarenche : Compagnie des guides du Grand-Paradis
- Gressoney-La-Trinité : Guides de Gressoney - Mont Rose
- La Thuile : Compagnie des guides du Rutor - La Thuile
- Valgrisenche : Compagnie des guides du Valgrisenche
- Étroubles : Compagnie des guides du Valpelline et du Grand-Saint-Bernard

### Les refuges
Refuge Victor-Emmanuel II - Refuge Arbolle - Refuge Ville de Mantoue - Refuge Quintino Sella - Refuge Quintino Sella au Félik - Cabane Reine Marguerite - Cabane Giovanni Gnifetti - Refuge Alpenzu - Refuge Guides d'Ayas - Refuge Ottorino Mezzalama - Refuge Grand Tournalin - Refuge Aoste - Refuge Prarayer - Refuge Nacamuli au Col Collon - Refuge Crête Sèche - Refuge Barbustel - Lac Blanc - Refuge Dondénaz - Refuge Victor Sella - Refuge Sogno de Berdzé au Péradza - Refuge Walter Bonatti - Refuge Georges Bertone - Refuge Elena - Refuge Mont-Blanc - Refuge Torino - Refuge Albert Deffeyes - Refuge-oratoire de Cunéy - Refuge Jean-Frédéric Benevolo - Refuge Chalet de l'épée - Refuge Frédéric Chabod - Refuge Guides du Cervin - Refuge Jean-Antoine Carrel - Refuge Duc des Abruzzes à l'Oriondé - Refuge du Théodule - Refuge Barmasse - Refuge des Anges au Morion - Refuge Mario Bezzi - Refuge Maison Vieille

## Personnalités sportives liées à la Vallée d'Aoste

### Ski alpin
- Richard Pramotton
- Roger Pramotton
- Franco Bieler
- Wanda Bieler
- Federica Brignone

### Ski de fond
- Marco Albarello
- Arianna Follis
- Federico Pellegrino
- Elisa Brocard
- Richard Vuillermoz

### Ski de vitesse
- Ivan Origone
- Simone Origone

### Patinage de vitesse
- Mirko Vuillermin

### Luge de course
- Corrado Hérin

### Tennis
- Nathalie Viérin

### Rallye
- Elwis Chentre
- Igor D'Hérin

### Athlétisme
- Eddy Ottoz
- Roberta Brunet

### Biathlètes et triathlètes
- Charlotte Bonin
- Patrick Favre
- René-Laurent Vuillermoz

### Skyrunners
- Henri Aymonod
- Bruno Brunod
- Dennis Brunod
- Xavier Chevrier
- Nadir Maguet
- Jean Pellissier
- Gloriana Pellissier

### Boxe
- Augustin Rolando

### Football
- Paolo De Ceglie
- Sergio Pellissier

### Cyclisme
- Maurice Garin
- Franco Vagneur

## Compétitions
Voici une liste des majeures compétitions au niveau régional.

### Course nature etTrail
- Grand Trail du Valdigne, dans cinq communes du Valdigne ;
- Marche des Alpins en mémoire de Léonard Follis, dans la commune de Gaby ;
- Marche du Dondeuil, dans la commune d'Issime ;
- Skyrace Ville d'Aoste (Aoste - Pic de Nona), dans les communes d'Aoste et de Charvensod ;
- Skyrace trophée Mezzalama, dans le haut val d'Ayas ;
- Pontboset Skyrace, dans la commune de Pontboset ;
- Tor des Géants, au long de la Haute Route n°1 et n°2 de la Vallée d'Aoste ;
- Tour des Combins, dans les communes de Saint-Rhémy-en-Bosses, Étroubles et Saint-Oyen, et dans les communes suisses (Canton du Valais) du haut val d'Entremont ;
- Ultra-Trail du Mont-Blanc, dans la commune de Courmayeur, et dans les communes suisses (Canton du Valais) et françaises (Haute-Savoie) limitrophes.

### Cyclisme
- Tour de la Vallée d'Aoste

### Ski alpin
- Trophée Mezzalama, entre le haut val d'Ayas et la haute vallée du Lys
- Marche Grand-Paradis, dans le haut val de Cogne
- Tour du Rutor, sur la commune d'Arvier

### Rallye
- Rallye de la Vallée d'Aoste

### Tennis
- Tournoi de tennis de la Vallée d'Aoste

### Volley-ball
- Trophée Vallée d'Aoste de volley-ball féminin